# 瓦尔马卡
瓦尔马卡（義大利語：Valmacca），是意大利亚历山德里亚省的一个市镇。总面积12.59平方公里，人口1088人，人口密度86.4人/平方公里（2009年）。ISTAT代码为006178。